# Vasco Bergamaschi
Vasco Bergamaschi (29 de setembro de 1909, Malcantone di San Giacomo delle Segnate - 24 de setembro de 1979) foi um ciclista italiano. Atuou profissionalmente entre 1932 e 1943.Foi o vencedor do Giro d'Italia em 1935 .